# Polyarthra dissimulans
Polyarthra dissimulans är en hjuldjursart som beskrevs av Nipkow 1952. Polyarthra dissimulans ingår i släktet Polyarthra och familjen Synchaetidae. Inga underarter finns listade i Catalogue of Life.